# Heuqueville (Seine-Maritime)
Pour les articles homonymes, voir Heuqueville.
Cet article possède un paronyme, voir Herqueville.
Heuqueville est une commune française située dans le département de la Seine-Maritime en région Normandie.

## Géographie

### Communes limitrophes
| Manche | Saint-Jouin-Bruneval | Saint-Jouin-Bruneval |
| Manche | Heuqueville          | Saint-Jouin-Bruneval |
| Manche | Cauville-sur-Mer     |                      |

### Hydrographie
La commune est située dans le bassin Seine-Normandie. Elle n'est drainée par aucun cours d'eau,.

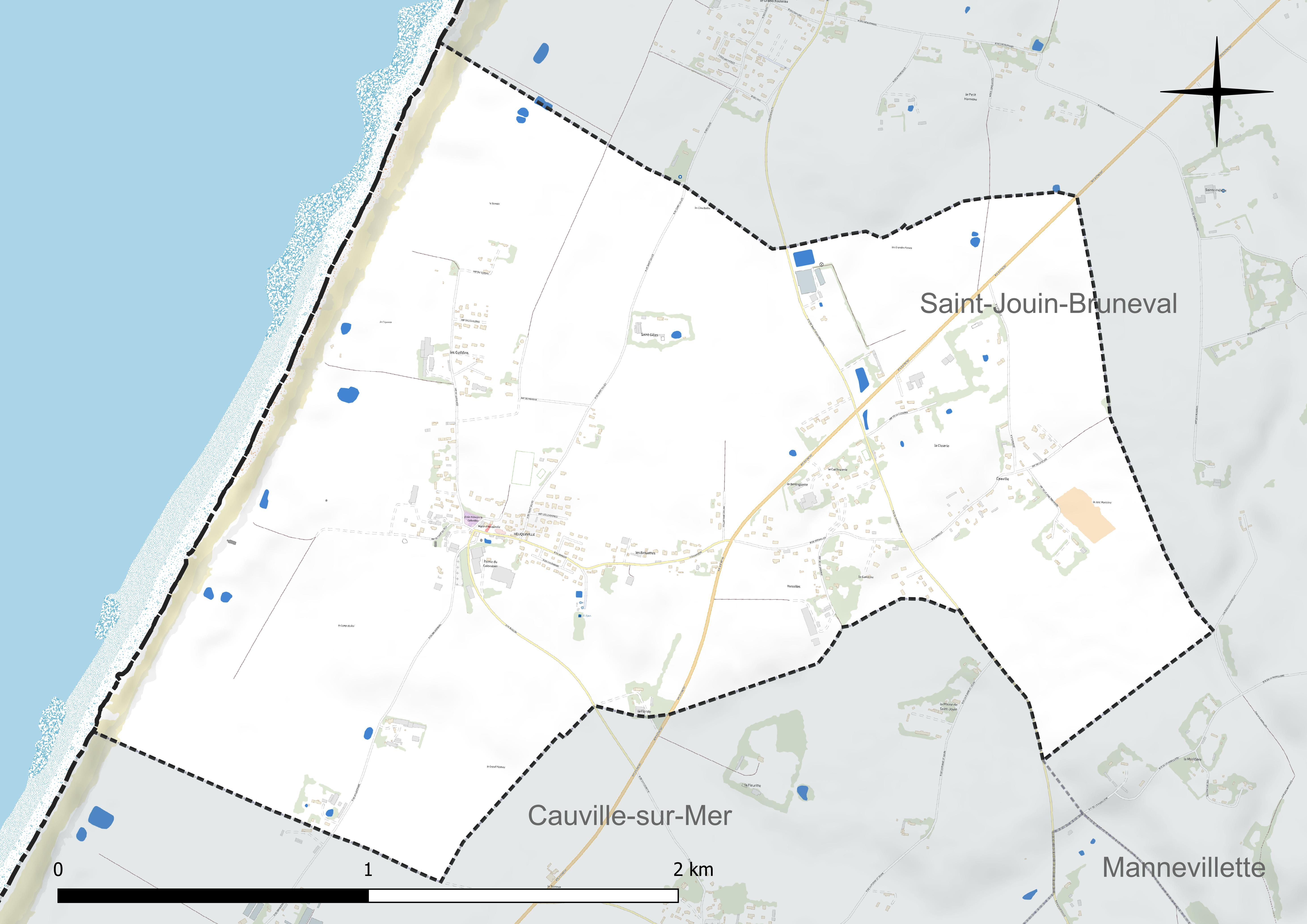
Réseau hydrographique d'Heuqueville.

### Climat
Pour des articles plus généraux, voir Climat de la Normandie et Climat de la Seine-Maritime.
En 2010, le climat de la commune est de type climat océanique franc, selon une étude du CNRS s'appuyant sur une série de données couvrant la période 1971-2000. En 2020, Météo-France publie une typologie des climats de la France métropolitaine dans laquelle la commune est exposée à un climat océanique et est dans la région climatique Côtes de la Manche orientale, caractérisée par un faible ensoleillement (1 550 h/an) ; forte humidité de l’air (plus de 20 h/jour avec humidité relative > 80 % en hiver), vents forts fréquents. Parallèlement le GIEC normand, un groupe régional d’experts sur le climat, différencie quant à lui, dans une étude de 2020, trois grands types de climats pour la région Normandie, nuancés à une échelle plus fine par les facteurs géographiques locaux. La commune est, selon ce zonage, exposée à un « climat maritime », correspondant au Pays de Caux, frais, humide et pluvieux, légèrement plus frais que dans le Cotentin.
Pour la période 1971-2000, la température annuelle moyenne est de 10,5 °C, avec une amplitude thermique annuelle de 12,5 °C. Le cumul annuel moyen de précipitations est de 916 mm, avec 12,7 jours de précipitations en janvier et 8,1 jours en juillet. Pour la période 1991-2020, la température moyenne annuelle observée sur la station météorologique la plus proche, située sur la commune de Octeville-sur-Mer à 7 km à vol d'oiseau, est de 11,5 °C et le cumul annuel moyen de précipitations est de 790,7 mm,. Pour l'avenir, les paramètres climatiques de la commune estimés pour 2050 selon différents scénarios d’émission de gaz à effet de serre sont consultables sur un site dédié publié par Météo-France en novembre 2022.

## Urbanisme

### Typologie
Au 1er janvier 2024, Heuqueville est catégorisée commune rurale à habitat dispersé, selon la nouvelle grille communale de densité à sept niveaux définie par l'Insee en 2022.
Elle est située hors unité urbaine. Par ailleurs la commune fait partie de l'aire d'attraction du Havre, dont elle est une commune de la couronne,. Cette aire, qui regroupe 116 communes, est catégorisée dans les aires de 200 000 à moins de 700 000 habitants,.
La commune, bordée par la Manche, est également une commune littorale au sens de la loi du 3 janvier 1986, dite loi littoral. Des dispositions spécifiques d’urbanisme s’y appliquent dès lors afin de préserver les espaces naturels, les sites, les paysages et l’équilibre écologique du littoral, tel le principe d'inconstructibilité, en dehors des espaces urbanisés, sur la bande littorale des 100 mètres, ou plus si le plan local d’urbanisme le prévoit.

### Occupation des sols
L'occupation des sols de la commune, telle qu'elle ressort de la base de données européenne d’occupation biophysique des sols Corine Land Cover (CLC), est marquée par l'importance des territoires agricoles (91,8 % en 2018), une proportion sensiblement équivalente à celle de 1990 (92,5 %). La répartition détaillée en 2018 est la suivante : 
terres arables (64,1 %), prairies (14,2 %), zones agricoles hétérogènes (13,4 %), zones urbanisées (5,6 %), zones humides côtières (2,1 %), milieux à végétation arbustive et/ou herbacée (0,5 %). L'évolution de l’occupation des sols de la commune et de ses infrastructures peut être observée sur les différentes représentations cartographiques du territoire : la carte de Cassini (XVIIIe siècle), la carte d'état-major (1820-1866) et les cartes ou photos aériennes de l'IGN pour la période actuelle (1950 à aujourd'hui).

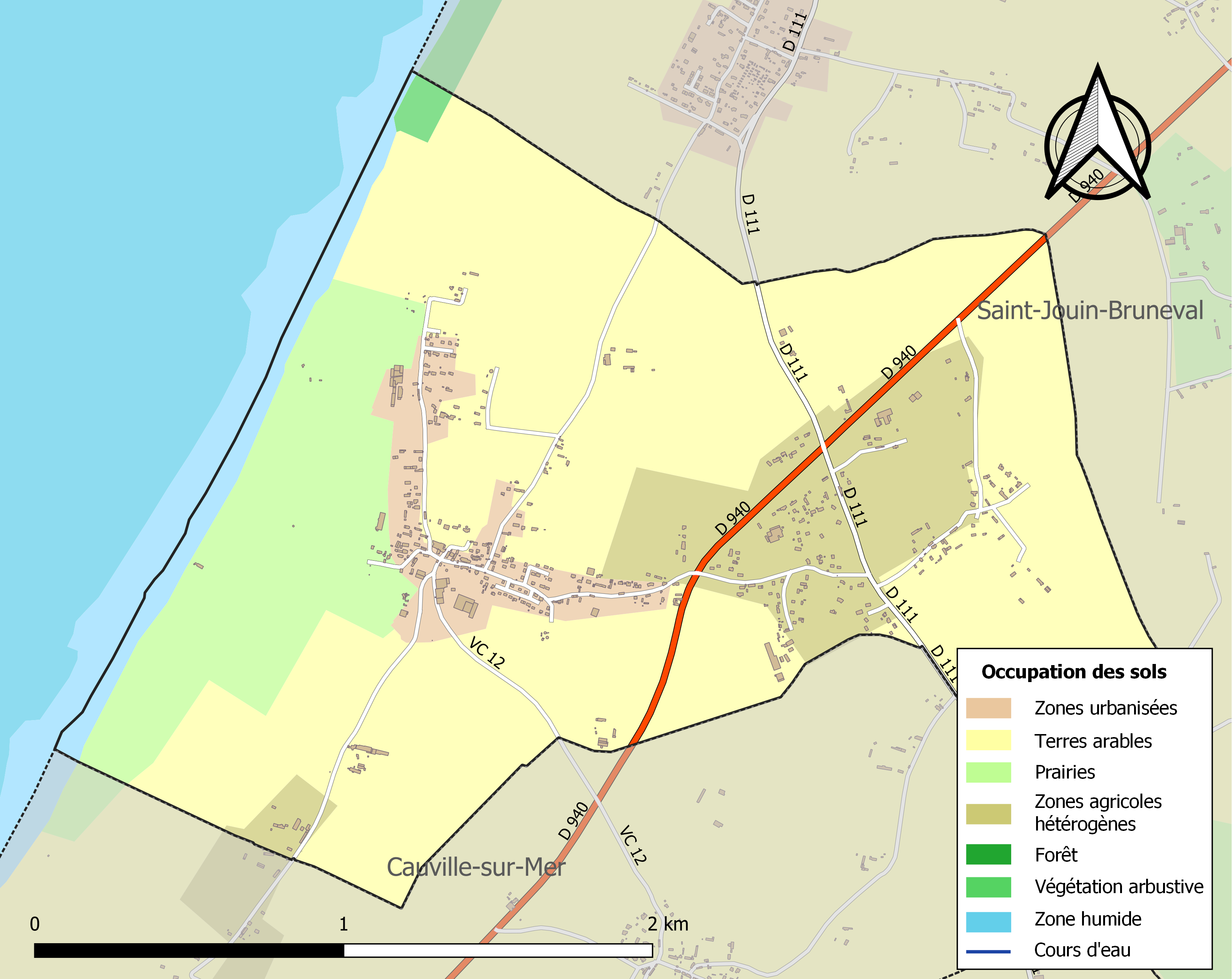
Carte des infrastructures et de l'occupation des sols de la commune en 2018 (CLC).

## Toponymie
Le nom de la localité est attesté sous la forme Heuguevilla 1198.
Il s'agit d'une formation toponymique médiévale en -ville au sens ancien de « domaine rural », précédé par l'anthroponyme Helgi, surnom de personne norrois signifiant « le saint ».
Homonymie avec Heuqueville (Eure); Heugueville-sur-Sienne (Manche) et Helleville (Manche). Le même nom de personne se retrouve dans Heugon (Orne) décliné au cas régime.

## Histoire
Le 28 février 1942, dans le cadre de l'opération Biting, les bombardiers Whitley, devant larguer les parachutistes britanniques sur le radar de La Poterie-Cap-d'Antifer, subissent des tirs de la Flak allemande stationnée à Heuqueville. Le Wing Commander Pickard effectue un demi-tour pour faire taire les canons de DCA. L'artilleur Ottokar Kukenak est mortellement blessé lors de cette attaque.
Fin septembre 1944, le 5th Battalion The Queen's Own Cameron Highlanders de la 51st (Highlands) Infantry Division séjourne dans le village après l'opération Astonia (la bataille du Havre).

## Politique et administration
| Période                                  | Période                    | Identité             | Étiquette | Qualité                         |
| ---------------------------------------- | -------------------------- | -------------------- | --------- | ------------------------------- |
| Les données manquantes sont à compléter. |                            |                      |           |                                 |
| mars 2001                                | 2014                       | Dominique Maisonnave |           |                                 |
| 2014                                     | En cours (au 10 août 2020) | Patrick Bucourt      | DLF       | Réélu pour le mandat 2020-2026, |

## Démographie
L'évolution du nombre d'habitants est connue à travers les recensements de la population effectués dans la commune depuis 1793. Pour les communes de moins de 10 000 habitants, une enquête de recensement portant sur toute la population est réalisée tous les cinq ans, les populations de référence des années intermédiaires étant quant à elles estimées par interpolation ou extrapolation. Pour la commune, le premier recensement exhaustif entrant dans le cadre du nouveau dispositif a été réalisé en 2005.

En 2022, la commune comptait 715 habitants, en évolution de +0,42 % par rapport à 2016 (Seine-Maritime : +0,35 %, France hors Mayotte : +2,11 %).
| 1793 | 1800 | 1806 | 1821 | 1831 | 1836 | 1841 | 1846 | 1851 |
| ---- | ---- | ---- | ---- | ---- | ---- | ---- | ---- | ---- |
| 404  | 324  | 363  | 383  | 362  | 369  | 336  | 368  | 360  |

| 1856 | 1861 | 1866 | 1872 | 1876 | 1881 | 1886 | 1891 | 1896 |
| ---- | ---- | ---- | ---- | ---- | ---- | ---- | ---- | ---- |
| 335  | 381  | 369  | 299  | 328  | 325  | 311  | 305  | 259  |

| 1901 | 1906 | 1911 | 1921 | 1926 | 1931 | 1936 | 1946 | 1954 |
| ---- | ---- | ---- | ---- | ---- | ---- | ---- | ---- | ---- |
| 281  | 294  | 278  | 266  | 278  | 250  | 258  | 228  | 227  |

| 1962 | 1968 | 1975 | 1982 | 1990 | 1999 | 2005 | 2006 | 2010 |
| ---- | ---- | ---- | ---- | ---- | ---- | ---- | ---- | ---- |
| 222  | 230  | 319  | 440  | 590  | 585  | 637  | 633  | 673  |

| 2015 | 2020 | 2022 | - | - | - | - | - | - |
| ---- | ---- | ---- | - | - | - | - | - | - |
| 706  | 713  | 715  | - | - | - | - | - | - |

## Culture locale et patrimoine

### Lieux et monuments
- Église Saint-Pierre (Sainte Anne?).

### Personnalités liées à la commune
- Raimond Lecourt (peintre 1882-1946).